# Kasteel van Beaufort (Luxemburg)

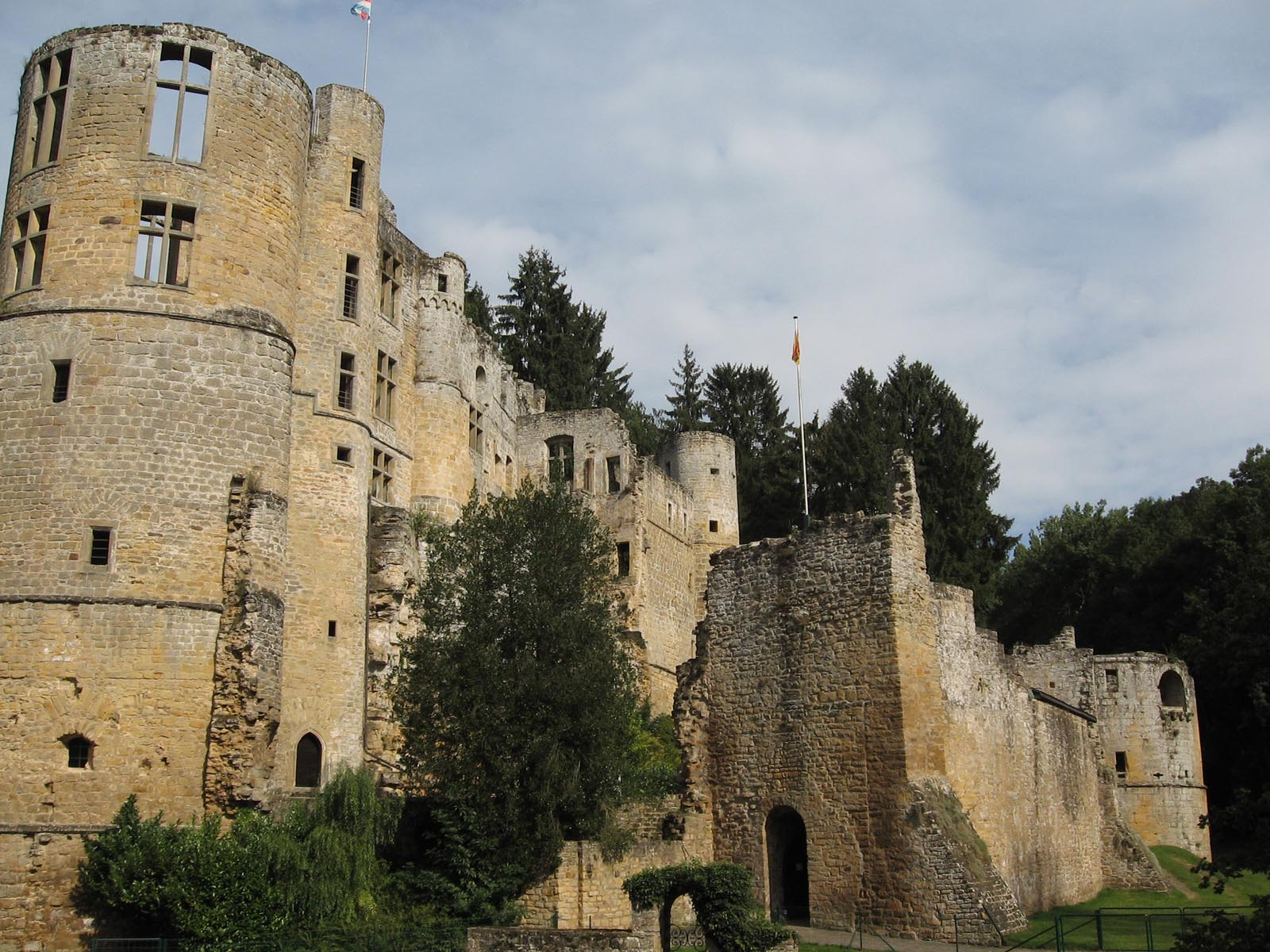
Burchtruïne Beaufort

De ruïne van de Burg Beaufort bevindt zich in de gemeente Beaufort in het Groothertogdom Luxemburg. Ze staat ten zuiden van de dorpskern op een vooruitstekende rots op ongeveer 35 meter hoogte boven het dorp.

## Geschiedenis
De geschiedenis van het ontstaan van Beaufort is ingewikkeld. Volgens een oorkonde werd de heer van Beaufort Wauthier de Wiltz et Beaufort in het jaar 1192 als eerste bewoner vermeld. Tegelijkertijd werd ook de bouw van de kernburcht op het eind van de 12e eeuw vermeld. In de bouw van de burcht zijn twee hoofdstukken te onderscheiden, hetgeen vooral zichtbaar is aan de binnenhof van de burcht. Hier bevinden zich duidelijk sporen van een romaanse en een gotische bouwfase.
Toen de heren van Beaufort in de 14e eeuw in de mannelijke linie uitstierven, kwam het complex in 1348 in het bezit van Adelheid van Beaufort en haar echtgenoot Guillaume d’Orley (Willem van Orley). Hun nakomeling Jean d’Orley-Beaufort werd beschuldigd van vertrouwensbreuk tegen zijn landsheer, waarna keizer Maximiliaan I in 1477 de burcht en de heerlijkheid Beaufort confisqueerde en aan Jean Bayer de Boppard in leen gaf.
Door een huwelijk kwam het in de 16e eeuw uiteindelijk in het bezit van Bernard von Velbrück en vervolgens via zijn nicht werd Gaspard de Heu de eigenaar. Tijdens de Tachtigjarige Oorlog ondersteunde de Heu prins Maurits van Oranje waardoor hij door de Spanjaarden in de gevangenis belandde. Hij werd aangeklaagd voor verraad en ketterij en schuldig bevonden, waarna hij in 1593 in het openbaar werd terechtgesteld. De burcht werd vervolgens door Spanjaarden namens koning Filips II van Spanje in beslag genomen en beleend aan de graaf Peter Ernst I van Mansfeld.
Aan het einde van de jaren 1630 was de heerlijkheid Beaufort door de Dertigjarige Oorlog dusdanig door schulden belast dat de burcht openbaar verkocht moest worden. Op 27 november 1639 verwierf de gouverneur van de provincie Luxemburg Jean de Beck het eigendomsrecht met al haar hauteurs, juridictions, noms droits et actions, biens censes et revenus et Grallem et toutes ses appartenances et dépendances. Hij bouwde 15 meter boven de huidige ruïne een tweede slot in renaissancestijl, dat hij gebruikte als zijn nieuwe residentie. De voltooiing van het nieuwe slot beleefde hij echter niet meer door zijn voortijdig overlijden. Zijn zoon Jean Georges zorgde voor de verdere bouw.
Aangezien de oude burcht voortaan niet meer bewoond werd door de familie, werd er geen onderhoud meer aan gepleegd. Het dak stortte in omstreeks 1820 en na de Eerste Wereldoorlog is de burcht gebruikt als steengroeve. Pas in 1928 braken er weer betere tijden aan voor de inmiddels in een ruïne veranderde burcht, die Edmond Linckels van zijn vader erfde. Edmond Linckels liet het puin uit de burcht verwijderen en maakte deze toegankelijk als eerste burcht in heel Luxemburg voor bezoekers in 1934.

## Het huidige gebruik
Het slot en de burcht Beaufort zijn sinds 1981 in eigendom van de staat Luxemburg. De burchtruïne kan bezichtigd worden. Bepaalde delen van de burcht zijn in de oude staat hersteld en gerestaureerd.